# I Still Have Faith in You
I Still Have Faith in You is een nummer van de Zweedse groep ABBA. De single werd uitgebracht op 2 september 2021, gelijktijdig met de single Don't Shut Me Down van het aanstaande negende studioalbum Voyage van de band en hun eerste in 40 jaar. Anni-Frid Lyngstad voert de leadzang uit.
Het nummer werd beschreven als "een ode aan hun vriendschap en de banden die zijn gerijpt en overleefd ondanks echtscheiding en liefdesverdriet". Het is ook beschreven als een "majestueuze en epische ballad" en "een aanhankelijke pianoballad die de band uitbeeldt die de vier bandleden delen".
De bijbehorende videoclip bevat diverse archiefbeelden van rondleidingen, opnamefouten van videoclips en meet & greets. Hij heeft ook de eerste verschijning van ABBAtars. De videoclip werd in de eerste 24 uur na de release 4,4 miljoen keer bekeken en stond in de top drie van YouTube's trending charts in 12 landen, waaronder het Verenigd Koninkrijk. Desondanks lanceerde de Nederlandse top 40 het niet als alarmschijf maar slechts als tip 23.

## Hitnoteringen

### JOE FM Hitarchief 2000
| "I Still Have Faith in You" | "I Still Have Faith in You" |
| Jaar                        | 2021                        |
| --------------------------- | --------------------------- |
| Positie                     | 1732                        |